# جان کلارک (بازیکن فوتبال اهل انگلستان)
جان کلارک (انگلیسی: John Clarke؛ زادهٔ) بازیکن فوتبال اهل بریتانیا است.
از باشگاه‌هایی که در آن بازی کرده‌است می‌توان به باشگاه فوتبال گریمزبی تاون و باشگاه فوتبال برنتفورد اشاره کرد.